# Karlsplatz (Bernburg)

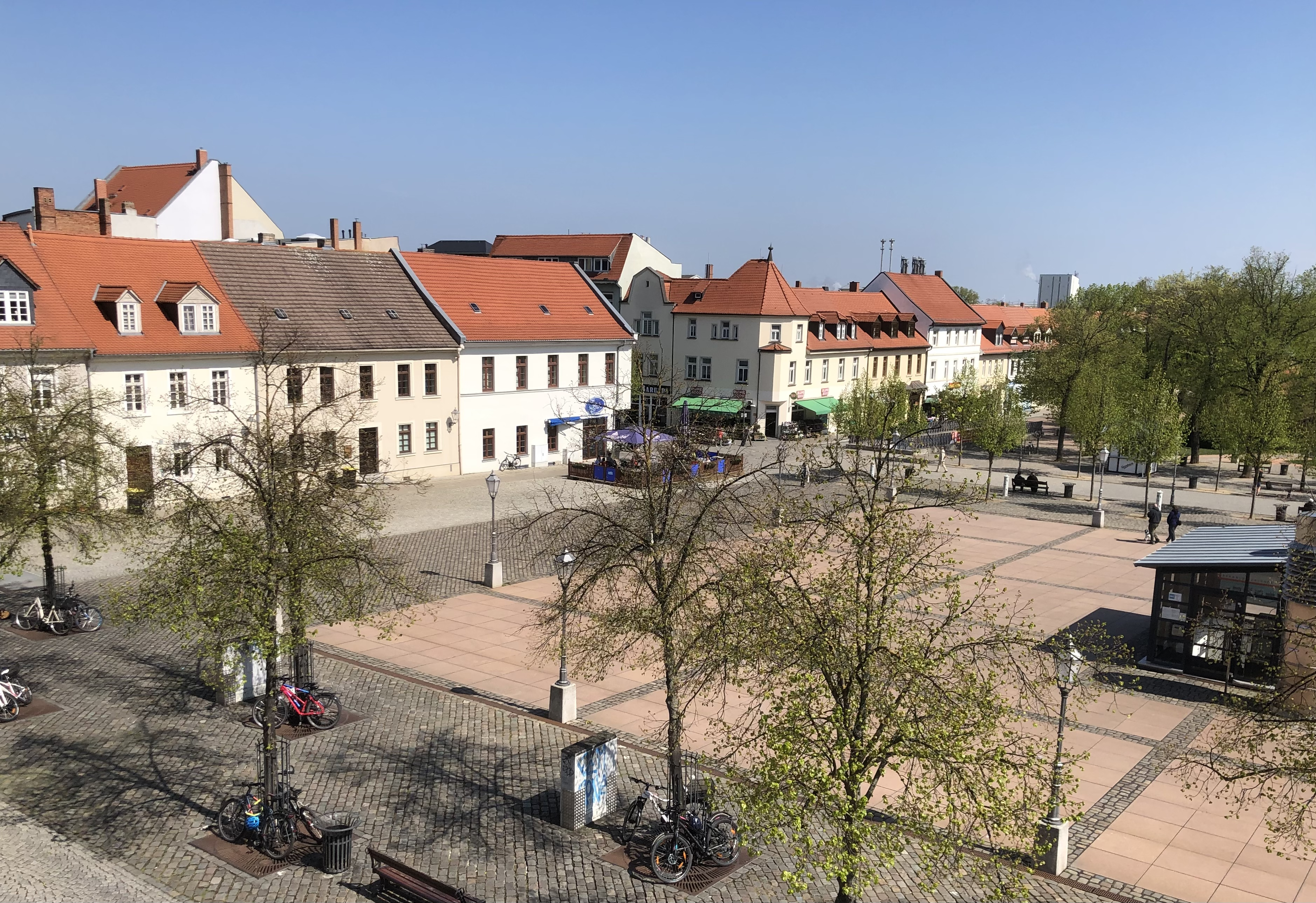
Karlsplatz, nordwestliche Seite mit Einmündung der Poststraße, 2022

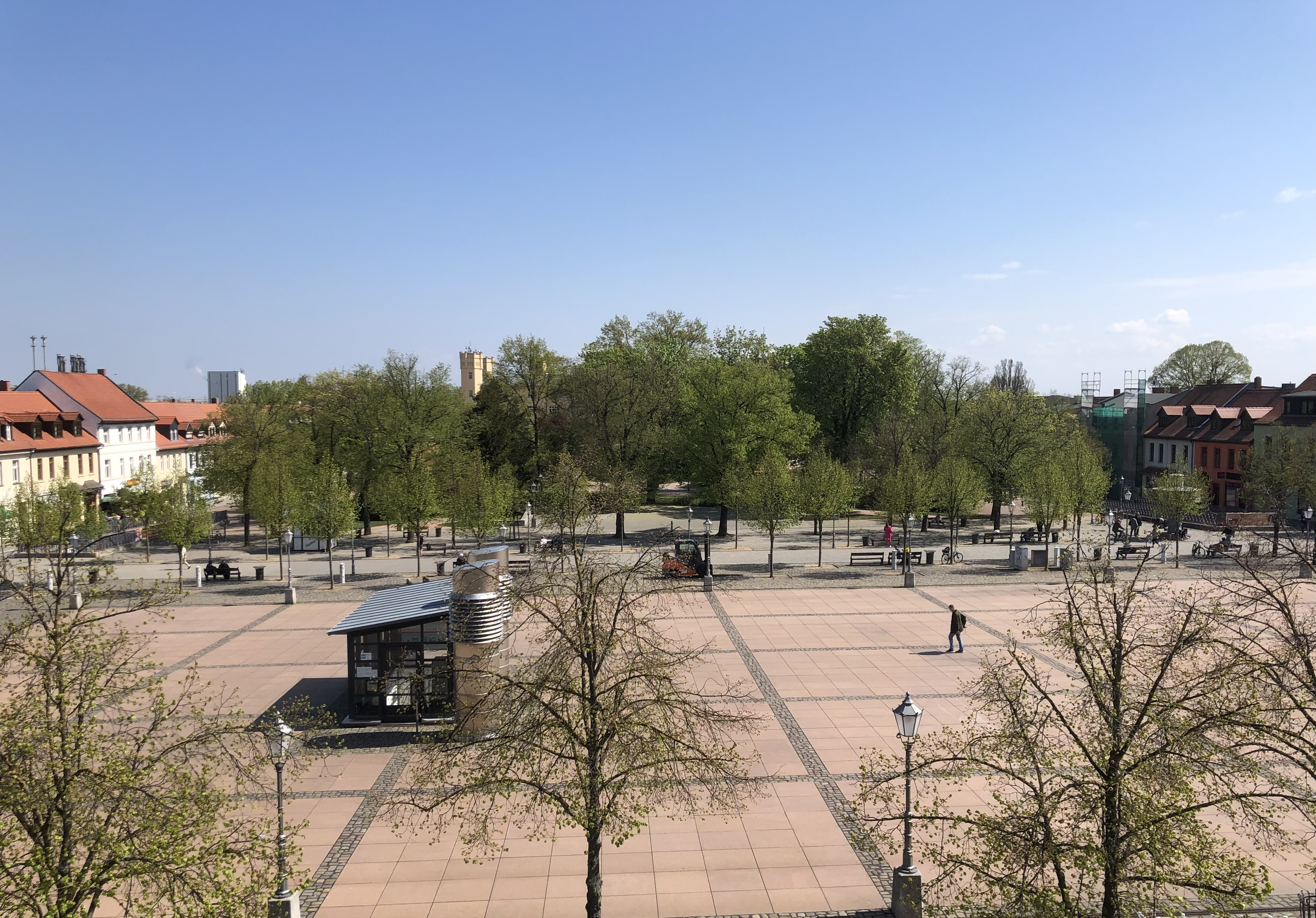
Blick über den westlichen Teil

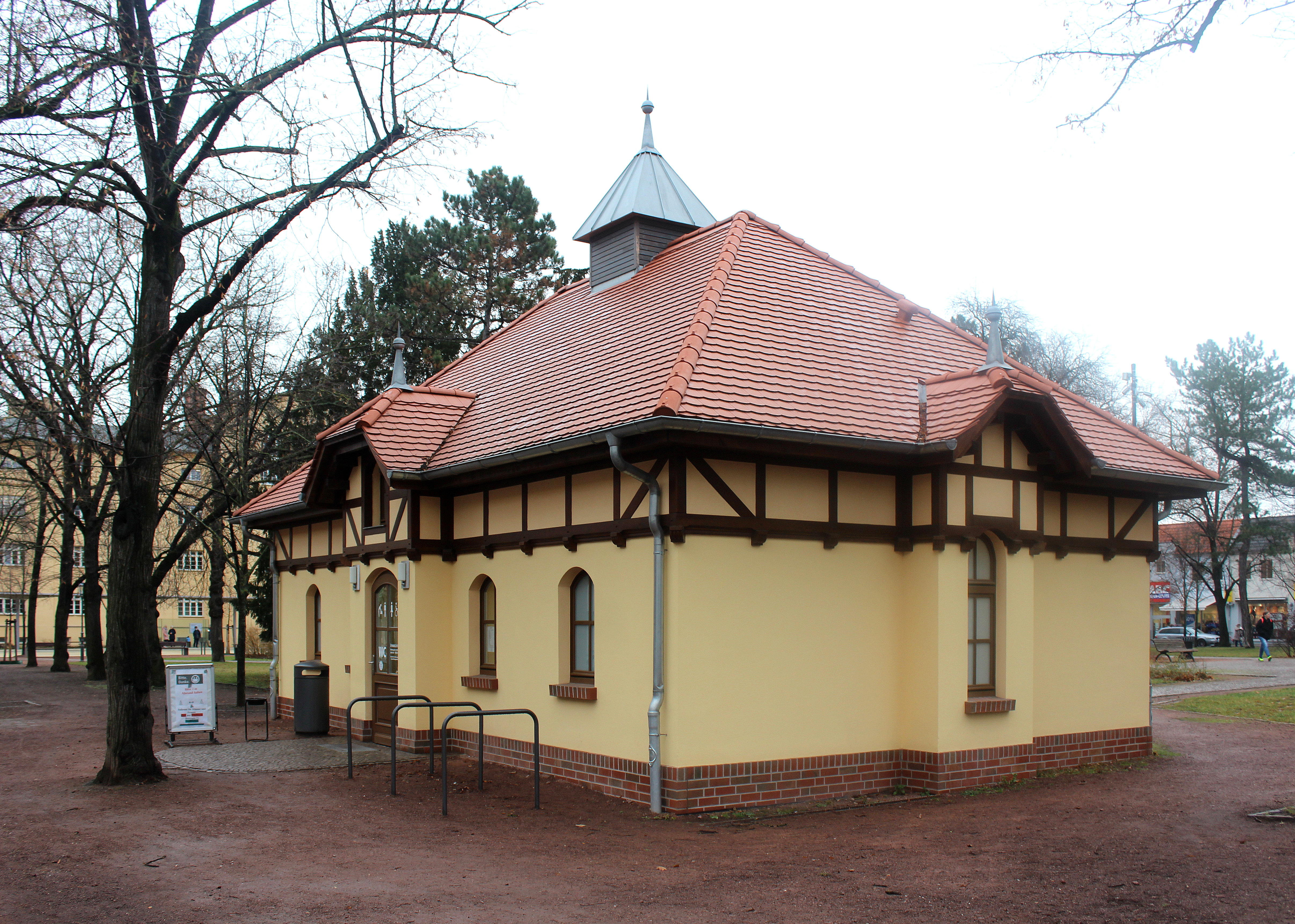
Toilettenhaus im nördlichen Teil der Osthälfte, 2021

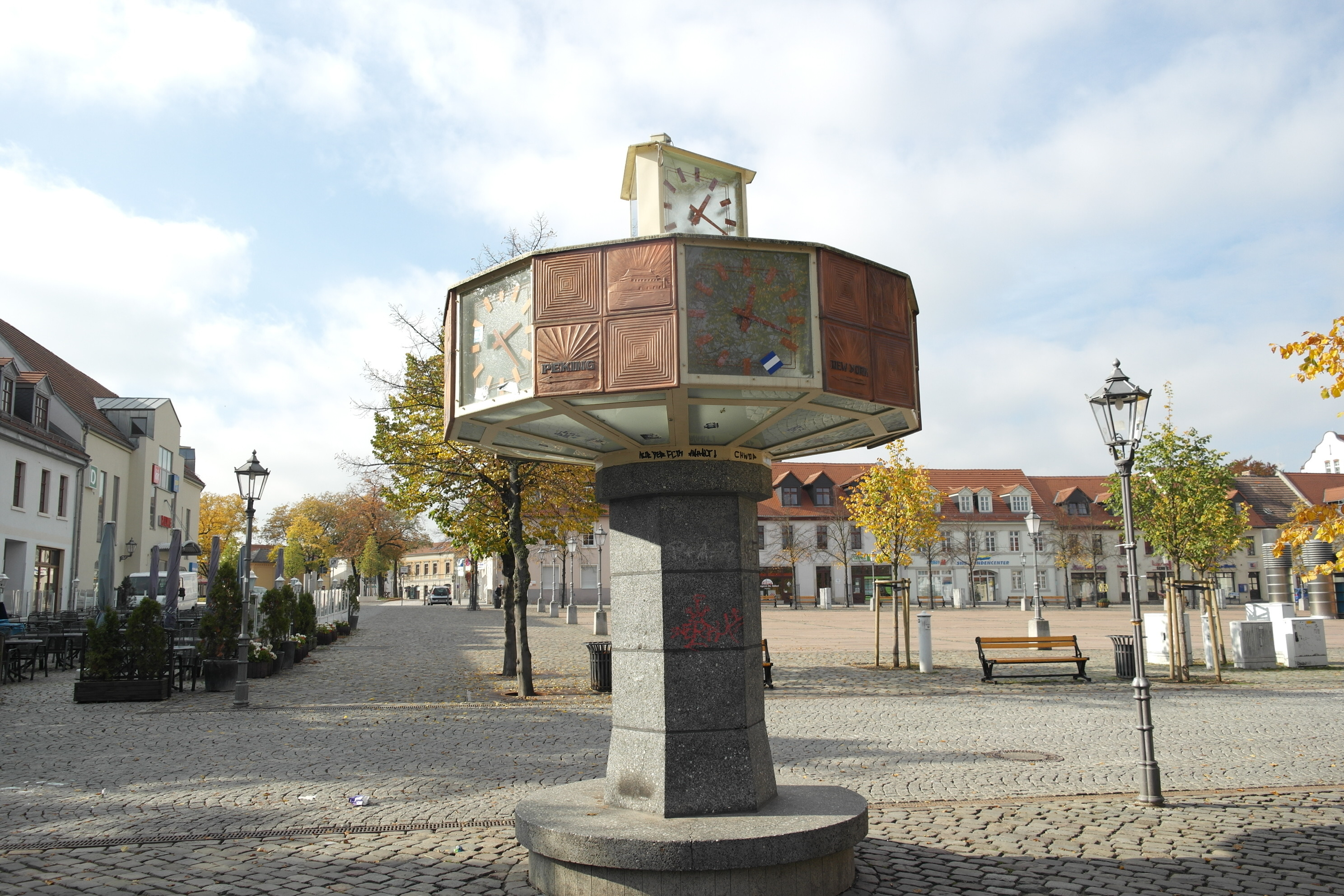
Weltzeituhr an der Einmündung der Lindenstraße, 2013

Der Karlsplatz ist ein denkmalgeschützter Platz in Bernburg in Sachsen-Anhalt.

## Lage
Der große rechteckige Platz befindet sich im Stadtzentrum Bernburgs im sogenannten Stadterweiterungsgebiet der Bernburger Bergstadt. Der Denkmalbereich umfasst die Gebäude Karlsplatz 1 bis 12, 14 bis 35, 37 und Poststraße 26. Ältere Angaben fassten den Bereich mit Karlsplatz 1 bis 34 und Poststraße 26. Von Norden mündet die Poststraße ein. Ihr gegenüber auf der Südseite besteht die Lindenstraße. Auf der Ostseite wird der Platz von der Karlsstraße begrenzt, an der sich die Karlskaserne befindet. An der Südwestseite schließt sich der Lindenplatz, an der Nordostseite der Rheineplatz an. Der Karlsplatz bildet ein verbindendes Element zwischen dem Schlossbereich und dem Stadterweiterungsgebiet. An der Einmündung der Lindenstraße auf den Karlsplatz steht eine Weltzeituhr.

## Gestaltung und Geschichte
Der Karlsplatz entstand als Exerzierplatz für die Garnison Bernburg. Zur Bauzeit befand er sich am Rande der Bernburger Bergstadt, östlich von Schloss Bernburg. Im Nordosten wurde er ursprünglich vom 1846 errichteten Alten Bernburger Bahnhof begrenzt. Er erstreckt sich von Südwesten nach Nordosten über 230 Meter bei einer Breite von etwa 100 Metern. Die noch heute bestehende Bebauung der Platzkanten mit zumeist zweigeschossigen Wohngebäuden war in der Zeit um 1860 bereits abgeschlossen. Im Jahr 1889 verlor der Platz seine militärische Funktion, da ab diesem Zeitpunkt der Martinsplatz als Exerzierplatz genutzt wurde. Der Karlsplatz gelangte in städtisches Eigentum. Die östlichen drei Viertel des Platzes, von der Poststraße/Lindenstraße bis zur Karlskaserne, wurden in eine Grünanlage umgestaltet. Die Achse aus Poststraße und Lindenstraße entstand im vierten Viertel des 19. Jahrhunderts.
Das westliche Viertel des Platzes dient heute als Wochenmarkt. 
Im Denkmalverzeichnis für die Stadt Bernburg ist der Platz unter der Erfassungsnummer 094 60658 als Denkmalbereich eingetragen.
Der Karlsplatz wird als zentraler Platz und Grünanlage als städtebaulich bedeutend betrachtet.